# Славута (река)
Славута — правый приток реки Уж, протекающий по Коростенскому району (Житомирская область).

## География
Длина — 13 км. Площадь бассейна — 39,5 км². Является магистральным каналом осушительной системы, созданной в верховье реки. Служит водоприёмником  системы каналов. В верховье русло выпрямлено в канал (канализировано) шириной 5 и глубиной 2 м, дно песчаное.
Берёт начало на болотном массиве южнее села Веселовка. Река течёт на северо-восток, север, северо-запад. Впадает в реку Уж (на 180-м км от её устья) в селе Полесское. 
Пойма очагами занята болотами и лугами, лесами. 
Населённые пункты на реке (от истока к устью):
Коростенский район — Коростенская городская община
1. Холосно
2. Белошицы (до 2016 года — Щорсовка)
3. Полесское